# Joaquín del Olmo
Joaquín Alberto del Olmo Blanco (20 de abril de 1969 en Tampico, Tamaulipas, México) es un exfutbolista, director técnico y directivo mexicano; se desempeñaba como mediocampista. 
Llegó a ser internacional con la Selección mexicana de fútbol (1993-2001) e integró el plantel que disputó la Copa Mundial de Fútbol de 1994 en EE. UU.
Actualmente se encuentra sin equipo.

## Trayectoria

### Futbolista
El 31 de enero de 1989, debutó con el Tampico Madero enfrentando a Irapuato. Llegó a los Tiburones Rojos de Veracruz, para la Temporada 1990-1991, donde permaneció cuatro años. En vísperas de disputar la Copa Mundial de Fútbol de 1994, se dio a conocer que el Club América lo ficharía para la Temporada 1994-1995.
Para la Temporada 1996-1997, el mediocampista se convirtió en el primer mexicano en militar en el balompié neerlandés. El "Jaibo" fue contratado por SBC Vitesse a petición expresa del estratega Leo Beennhakker, quien lo conoció cuando fue timonel de los Azulcremas. 
Después de permanecer un año en Europa,  retornó a México para militar en el Club Necaxa. También jugó para: Tigres, Club Puebla, Jaguares de Chiapas (en la Jornada 12 del Apertura 2002 Jaguares visitó a Toluca y se fue adelante en el marcador con tanto de Joaquín "Jaibo" del Olmo, gol que significó el número 50 mil en la historia de los campeonatos mexicanos; al final los Diablos ganaron 5-1 ) y Club Universidad Nacional, donde conquistó dos títulos de Liga, la Copa Campeón de Campeones 2003-04 y el Trofeo Santiago Bernabéu 2004, bajo la dirección técnica de Hugo Sánchez. 
Se retiró con los Auriazules al concluir el Clausura 2005.  

### Entrenador
Fue asistente de Raúl "Potro" Gutiérrez en Tigres Mochis y Correcaminos de la UAT; ha dirigido a Correcaminos de la UAT, Tiburones Rojos de Veracruz, Club Tijuana y Club Universidad Nacional.
Del Olmo asumió la dirección técnica de Xolos de cara al Apertura 2010 de la Liga de Ascenso de México; el equipo fronterizo fue líder general de la competencia y conquistó el título al vencer en la final a Veracruz, por marcador global de 3-0. En el Clausura 2011, Xolos volvió a llegar a la final, pero perdió ante Irapuato. En la Final de Ascenso 2010-11 contra Irapuato, para determinar qué equipo accedería al Máximo circuito, Xolos se llevó la serie (2-1 marcador global).  
Joaquín Del Olmo, al frente de Xolos debutó en la Primera División de México, el 23 de julio del 2011 en el Estadio Caliente ante Morelia; Morelia ganó 1-2. El "Jaibo" fue cesado tras dirigir 9 Jornadas del Apertura 2011. 
El 21 de febrero del 2012, Del Olmo retornó al banquillo, en esta ocasión en la División de Plata para guiar de nueva cuenta a Veracruz. A finales de mayo del 2012, el "Jaibo" pagó a la directiva de los Tiburones la cláusula para poder rescindir su contrato y así poder firmar con Club Universidad Nacional y dirigir de nuevo en la Primera División. El paso de Del Olmo con los Auriazules en el Apertura 2012 fue corto al dirigir 6 encuentros en la Liga MX y 4 más en la Copa MX, con un saldo total de 3 victorias, 3 empate y 4 derrotas.   

### Director deportivo
Fue Director deportivo del Real Oviedo (2014-2020) y de Fútbol Club Juárez (2021-2023).  

## Clubes

### Futbolista
| Club                | País         | Año           |
| ------------------- | ------------ | ------------- |
| Tampico Madero      | México       | 1988-1990     |
| Veracruz            | México       | 1990-1994     |
| Club América        | México       | 1994-1996     |
| Vitesse Arnhem      | Países Bajos | 1996-1997     |
| Necaxa              | México       | 1997-1998     |
| Tigres              | México       | 1998-1999     |
| Club Puebla         | México       | Verano 2000   |
| Tigres              | México       | 2000-2002     |
| Jaguares de Chiapas | México       | Apertura 2002 |
| Tigres              | México       | Clausura 2003 |
| UNAM                | México       | 2003-2005     |

### Entrenador
| Club                                           | País   | Año           |
| ---------------------------------------------- | ------ | ------------- |
| Tigres Mochis (Auxiliar)                       | México | 2006-2007     |
| Correcaminos de la UAT (Auxiliar y entrenador) | México | 2007-2009     |
| Veracruz                                       | México | 2009-2010     |
| Club Tijuana                                   | México | 2010-2011     |
| Veracruz                                       | México | Clausura 2012 |
| UNAM                                           | México | Apertura 2012 |
| Correcaminos de la UAT                         | México | 2013          |

### Director deportivo
| Categoría                  | Club               | País   | Año       |
| -------------------------- | ------------------ | ------ | --------- |
| Segunda División de España | Real Oviedo        | España | 2014-2020 |
| Primera División de México | Fútbol Club Juárez | México | 2021-2023 |

## Palmarés

### Futbolista
Campeonatos nacionales
| Categoría                  | Título                       | Club | País   |
| -------------------------- | ---------------------------- | ---- | ------ |
| Primera División de México | Clausura 2004                | UNAM | México |
| Primera División de México | Campeón de Campeones 2003-04 | UNAM | México |
| Primera División de México | Apertura 2004                | UNAM | México |

Campeonatos internacionales
| Título                          | Club               | Sede           | Año  |
| ------------------------------- | ------------------ | -------------- | ---- |
| Copa de Oro de la Concacaf 1993 | Selección mexicana | México         | 1993 |
| Copa de Oro de la Concacaf 1996 | Selección mexicana | Estados Unidos | 1996 |

Otro
| Título                        | Club | Sede   |
| ----------------------------- | ---- | ------ |
| Trofeo Santiago Bernabéu 2004 | UNAM | España |

### Entrenador
Campeonatos nacionales
| Categoría                 | Título                | Club         | País   |
| ------------------------- | --------------------- | ------------ | ------ |
| Liga de Ascenso de México | Apertura 2010         | Club Tijuana | México |
| Liga de Ascenso de México | Final de Ascenso 2011 | Club Tijuana | México |

## Selección nacional de México

### Absoluta
Bajo la dirección técnica de Miguel Mejía Barón, debutó con la Selección mayor de México el 28 de junio de 1993, en un partido amistoso ante Costa Rica en el Estadio Ricardo Saprissa (San José, Costa Rica); el encuentro finalizó 0-2 a favor del cuadro mexicano. Del Olmo ingresó al minuto 61 por Juan Carlos Chávez. 
Su primer gol con el Tricolor fue el 12 de octubre de 1993 contra Estados Unidos en un partido amistoso; el juego se celebró en RFK Memorial Stadium (Washington D. C., EE. UU.) y finalizó 1-1.
Del Olmo disputó 51 partidos; el último que jugó fue ante Costa Rica, el 16 de junio de 2001, en un encuentro por la tercera ronda de Clasificación de Concacaf para la Copa Mundial de Fútbol de 2002 llevado a cabo en el Estadio Azteca (Coyoacán, Ciudad de México); México perdió 1-2 ante los Ticos, en lo que se conoce como el Aztecazo. Del Olmo jugó 75 minutos y fue sustituido por Francisco Palencia. 
Estuvo disponible para la siguiente fecha (20 de junio de 2001) ante Honduras en el Estadio Francisco Morazán (San Pedro Sula, Honduras), pero permaneció en la banca.
|                    | PJ | Goles | Asistencias | Periodo   |
| ------------------ | -- | ----- | ----------- | --------- |
| Selección Mexicana | 51 | 3     | ND          | 1993-2001 |

ND= no disponible

#### Goles
| Fecha                 | Rival          | Gol | Resultado | Competencia               |
| --------------------- | -------------- | --- | --------- | ------------------------- |
| 13 de octubre de 1993 | Estados Unidos |     | 1-1       | Amistoso                  |
| 29 de mayo de 1996    | Japón          |     | 3-2       | Amistoso                  |
| 13 de abril de 1997   | Jamaica        |     | 6-0       | Eliminatoria Mundial 1998 |

#### Participación en Copa del Mundo
| Mundial                        | Sede           | Resultado        | Partidos | Goles |
| ------------------------------ | -------------- | ---------------- | -------- | ----- |
| Copa Mundial de Fútbol de 1994 | Estados Unidos | Octavos de final | 3        | 0     |

| Fecha       | Estadio                                 | Encuentro | Resultado |
| ----------- | --------------------------------------- | --------- | --------- |
| 18 de junio | RFK Memorial Stadium, Washington, D. C. | Fecha 1   | 1-0       |
| 24 de junio | Orlando Citrus Bowl, Orlando            | Fecha 2   | 2-1       |
| 28 de junio | RFK Memorial Stadium, Washington, D. C. | Fecha 3   | 1-1       |

#### Participaciones en selección nacional
| Certamen               | Sede           | Resultado        | Año  |
| ---------------------- | -------------- | ---------------- | ---- |
| Copa de Oro            | México         | Campeón          | 1993 |
| Copa Mundial de Fútbol | Estados Unidos | Octavos de final | 1994 |
| Copa Rey Fahd          | Arabia saudita | Semifinal        | 1995 |
| Copa América           | Uruguay        | Cuartos de final | 1995 |
| Copa de Oro            | Estados Unidos | Campeón          | 1996 |